# Reginaldo Lopes
Reginaldo Lázaro de Oliveira Lopes (Bom Sucesso, 2 de abril de 1973) é um economista e político brasileiro. Exerce mandato como deputado federal pelo Partido dos Trabalhadores. É o atual líder da bancada do PT na Câmara dos Deputados.

## Vida pública
Formado em Ciências Econômicas pela Universidade Federal de São João del-Rei. Foi eleito deputado federal nas eleições de 2002 com 64 mil votos. Reeleito em 2006, 2010 e em 2014, sendo o candidato mais votado do estado naquela eleição, com 310.226 votos. 
Na eleição de 2016, foi candidato a prefeitura de Belo Horizonte pela coligação BH do século XXI, formada pelo PT e pelo Partido Comunista do Brasil, tendo a deputada Jô Moraes como vice de chapa. Terminou a disputa na quarta posição, com 7% dos votos.
Nas eleições de 2018 foi reeleito para o quinto mandato como deputado federal.

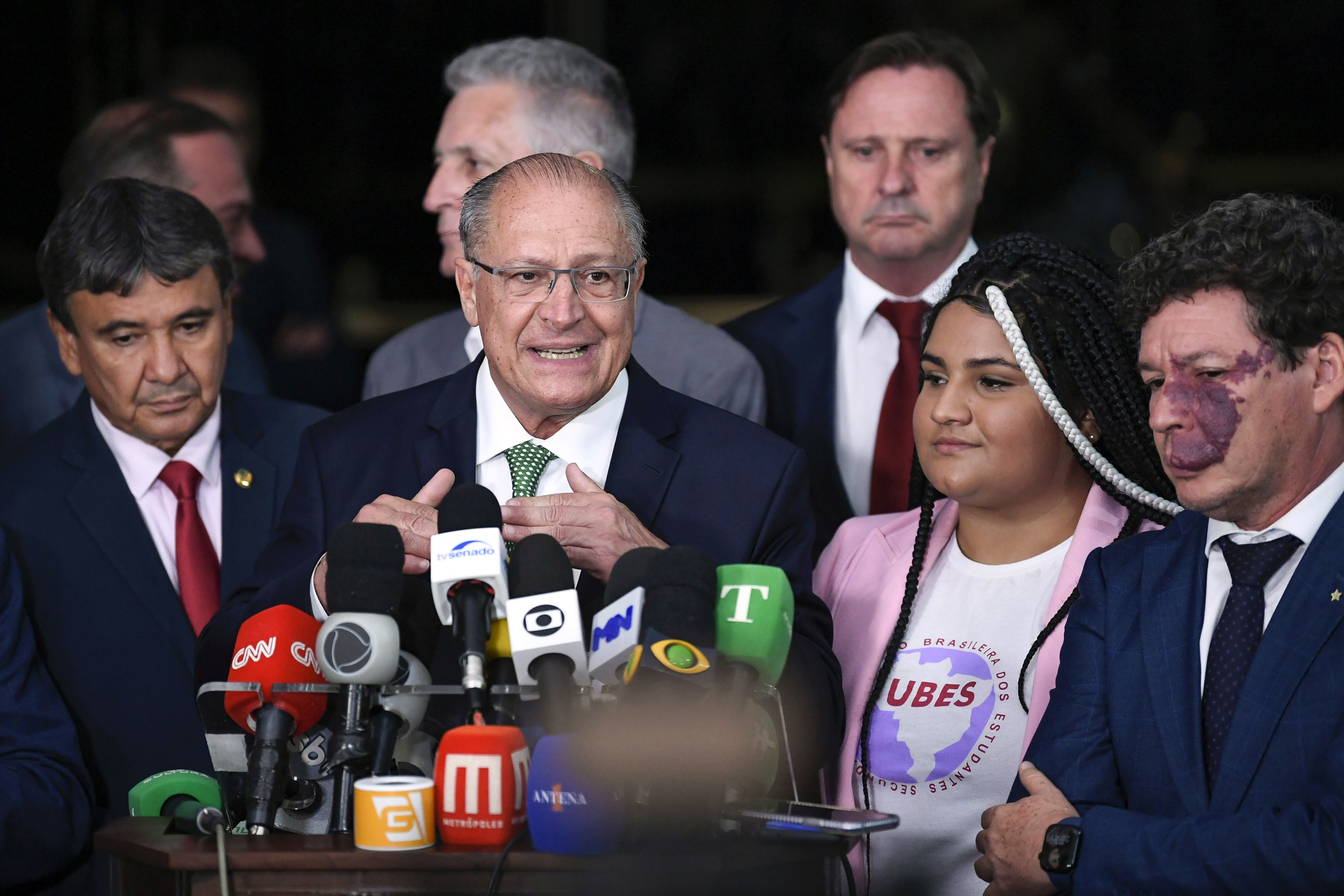
Deputado Reginaldo Lopes participa da entrevista coletiva do Vice-presidente Geraldo Alckmin durante as negociações da PEC da Transição em 2022.

Em 2022 assumiu a liderança do Partido dos Trabalhadores na Câmara dos Deputados, sucedendo ao deputado Bohn Gass. Tornou-se o parlamentar mais jovem a assumir o cargo de líder da bancada petista.
Reginaldo é o autor da Lei de Acesso à Informação (LAI). 
Em 2022, foi eleito para seu sexto mandato como deputado federal.